# 1913 en France
Chronologie de la France
- 1909
- 1910
- 1911
- 1912
- 1913
- 1914
- 1915
- 1916
- 1917

Cette page concerne l'année 1913 du calendrier grégorien.

## Évènements
- 11 janvier : dernier voyage d'un omnibus hippomobile de la Compagnie générale des omnibus à Paris[1].

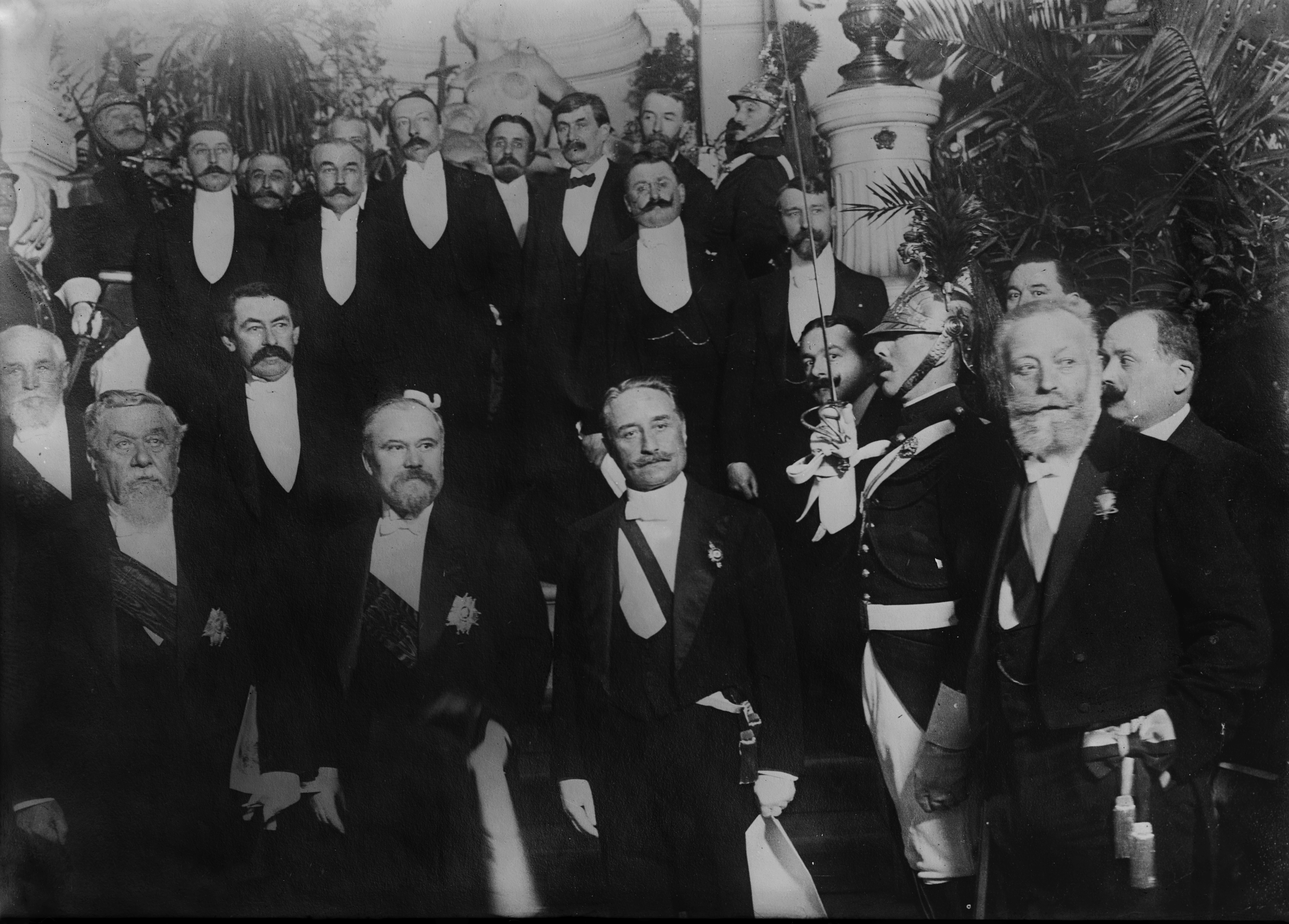
Investiture du président Raymond Poincaré à l'Hôtel de Ville de Paris le 18 février 1913.

- 17 janvier : Raymond Poincaré élu président de la République, succède à Armand Fallières[2].
- 21 janvier : Aristide Briand, nouveau président du Conseil, forme le gouvernement[3].

- 3-27 février : procès de la bande à Bonnot. Rirette Maîtrejean est acquittée, son compagnon Victor Serge est condamné à cinq ans de réclusion. La peine de mort est prononcée contre Callemin (alias Raymond la Science), Dieudonné, Monier et Soudy. Dieudonné est gracié. Soudy, Callemin et Monier sont guillotinés le 21 avril[4].
- 10 février-26 mars : grève chez Renault contre le chronométrage du travail ; elle échoue et la pratique se généralise[5].
- 18 février : Aristide Briand forme un nouveau gouvernement[3].
- 22 février : La race du cheval de trait Auxois est créée en Bourgogne.

- 5 mars : manifeste du Comité confédéral de la CGT contre la loi de trois ans, publié par la Vie Ouvrière. Il marque le rapprochement entre la CGT et la SFIO[6].
- 9 mars : dépôt du projet de loi portant à trois ans le service militaire[7].
- 16 mars : manifestation monstre organisée au Pré-Saint-Gervais par le parti socialiste et la CGT contre la loi des trois ans et contre la guerre. Les 25 mai et 13 juillet, d'autres rassemblements ont lieu au même endroit pour protester de nouveau et écouter les discours de Jean Jaurès[7].
- 18 mars : le président du Conseil Aristide Briand démissionne après un vote défavorable du Sénat sur la représentation proportionnelle (amendement Peytral)[8].
- 19 mars-18 mai : Salon des indépendants[9].
- 22 mars : Louis Barthou nouveau Président du Conseil, forme le gouvernement[3].

- 1er avril : lancement du magazine mensuel français de vulgarisation scientifique La Science et la Vie (Science & Vie en 1943) par Paul Dupuy[10].
- 2 avril, Paris : inauguration du théâtre des Champs-Élysées construit en béton par Auguste Perret[11].

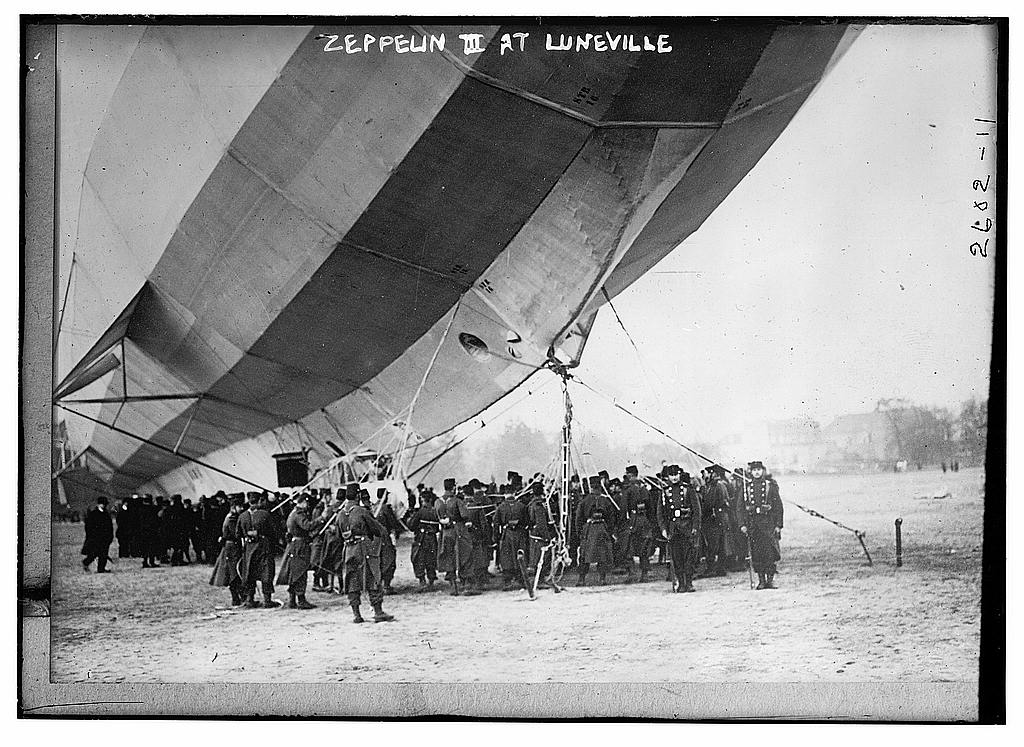
Le zeppelin posé à Lunéville, gardé par les militaires français.

- Avril : incidents franco-allemands en Lorraine. Un zeppelin IV allemand atterrit en catastrophe à Lunéville le 3 avril permettant aux Français d'effectuer un examen détaillé du dirigeable[12]. Le 13 avril, la présence au buffet de la gare de Nancy de touristes allemands provoque une bagarre entre eux et des jeunes gens surexcités. Le 20 avril, des boys-scouts allemands entrent dans un village français en brandissant des drapeaux allemands[13]. Et le 23 avril, un biplan militaire allemand atterrit en territoire français à Arracourt[14].

- 5 mai : Le Voyage de la famille Bourrichon, dernier film de Georges Méliès[15].
- 8 mai : réception du roi d'Espagne, Alphonse XIII, par Raymond Poincaré au château de Fontainebleau[16].
- 9 mai : sortie de Fantômas, film de Louis Feuillade , au Gaumont-Palace à Paris[17].

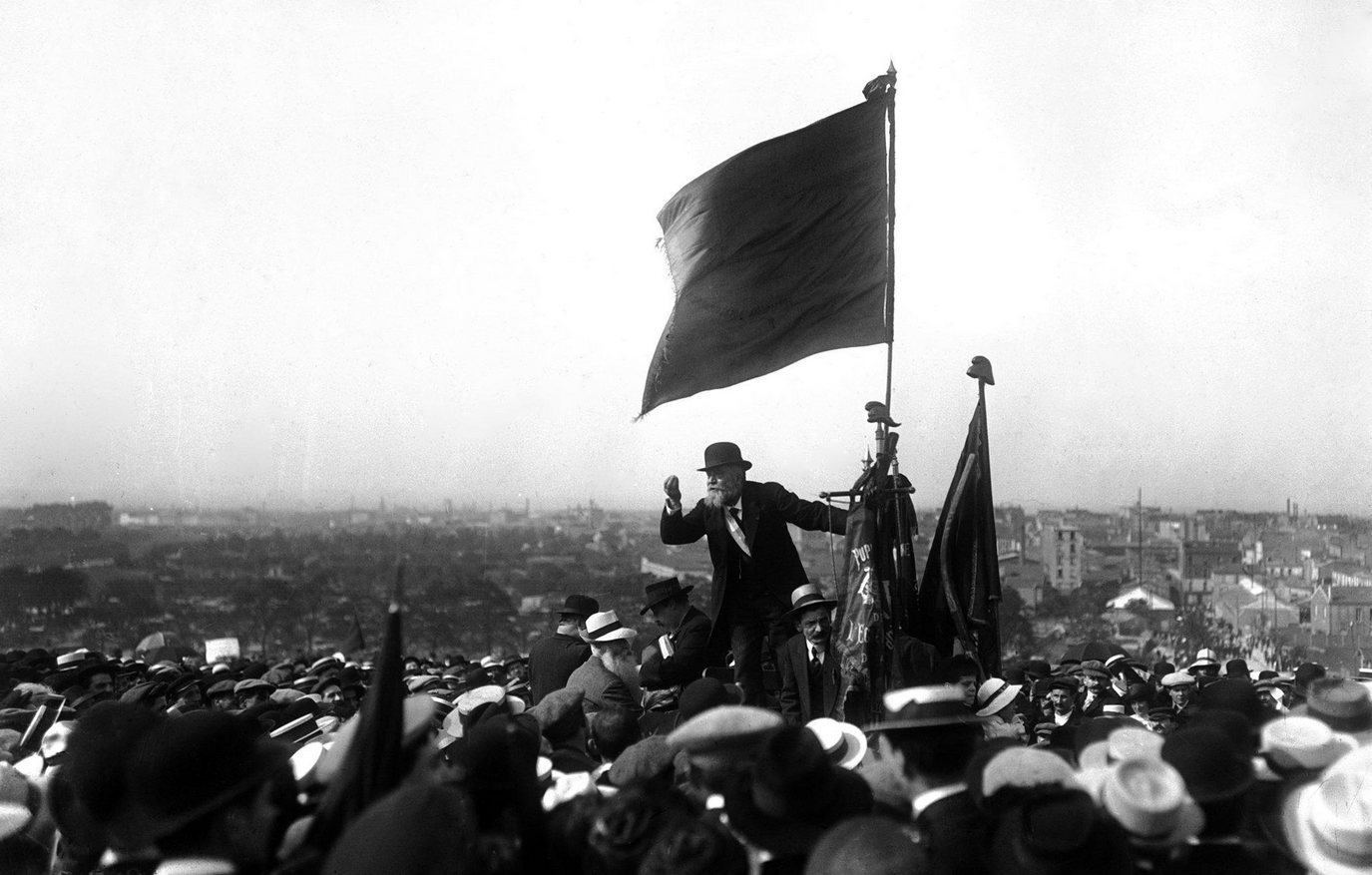
Discours de Jean Jaurès au Pré-Saint-Gervais contre la loi des trois ans (25 mai 1913).

- 29 mai : création du Sacre du printemps au théâtre des Champs-Élysées[2].

- 19 juillet : loi des trois ans sur le service militaire[2].

- 7 août : la loi Barthou fixe la durée du service militaire à 3 années puis 11 ans dans la réserve, 7 ans dans la territoriale et 7 ans dans la réserve de la territoriale[18].
- 19 août : Adolphe Pégoud, un jeune pilote d'essai recruté par Louis Blériot, saute pour la première fois au monde en parachute depuis un avion au départ de l'aérodrome Borel à Châteaufort[19].

- 23 septembre : Roland Garros, aviateur français, effectue la première traversée de la Méditerranée en avion de Saint-Raphaël à Bizerte soit 730 kilomètres à bord d'un Morane-Saulnier en 7 heures 53 minutes[20].

- 4 novembre : catastrophe ferroviaire de Melun. Le train postal se dirigeant vers Marseille et le rapide en direction de Paris entrent en collision, faisant 11 morts[21].
- 6 novembre : les journaux Zaberner Anzeiger et Elsässer relatent des incidents advenus à Saverne depuis le 28 octobre entre officiers et population locale. En s’en prenant aux recrues d’Alsace-Lorraine, le lieutenant von Forstner provoque des manifestations d’hostilités dans toute l’Alsace[22].
- 15 novembre -5 janvier 1914 : Salon d'automne[23].

- 2 décembre : démission de Louis Barthou après le rejet par la Chambre par 290 voix contre 265 de l'amendement Delpierre sur l'emprunt à 3%, pour l'adoption duquel le gouvernement Barthou avait posé la question de confiance[24].
- 9 décembre : Poincaré nomme Gaston Doumergue nouveau président du Conseil ; il forme un gouvernement[3].

« La Joconde est retrouvée », Le Petit Parisien, numéro 13559, 13 décembre 1913.

- 12 décembre : la Joconde est retrouvée à Florence chez l'ouvrier décorateur Vincenzo Peruggia ; elle est de retour en France le 31 décembre[25].
- 28 décembre : l'aviateur Georges Legagneux bat le record du monde d'altitude en s'élevant à 6 120 m au-dessus de Saint-Raphaël[20].
- 31 décembre : adoption de la loi sur les monuments historiques[26]

## Naissances en 1913
- 5 janvier : Pierre Veuillot, cardinal français, archevêque de Paris († 14 février 1968).
- 23 janvier : Jean-Michel Atlan, peintre français († 12 février 1960).
- 27 février : Paul Ricœur, philosophe français († 20 mai 2005).
- 17 mars : Luc Dietrich, écrivain et photographe français († 12 août 1944).
- 18 mars : René Clément, réalisateur français († 17 mars 1996).
- 26 mars : Jacqueline de Romilly, académicienne et helléniste française († 18 décembre 2010)
- 20 avril : Irène Joachim, soprano française († 20 avril 2001).
- 7 mai : François Brousse, philosophe et poète français († 25 octobre 1995).
- 18 mai : Charles Trenet, chanteur français († 19 février 2001).
- 12 juin : Maurice Ohana, compositeur français († 13 juin 1992).
- 21 juin : Jean Daurand, comédien français († 11 mars 1989).
- 26 juin : Aimé Césaire, poète et homme politique français († 17 avril 2008).
- 10 juillet : Sylvère Jezo, coureur cycliste français († 19 janvier 1976).
- 11 juillet : Antoine Martinez, peintre français († 11 avril 1970).
- 20 juillet : Georges Rohner, peintre français († 3 novembre 2000).
- 16 septembre : Félicien Marceau, écrivain, dramaturge et académicien français († 7 mars 2012).
- 25 septembre : Gilbert Cesbron, écrivain français († 12 août 1979).
- 10 octobre : Claude Simon, écrivain français, Prix Nobel de littérature 1985 († 6 juillet 2005).
- 7 novembre : Albert Camus, écrivain français, prix Nobel de littérature 1957 († 4 janvier 1960).
- 27 novembre : Gaston Bonheur, écrivain et journaliste français († 4 septembre 1980).
- 11 décembre : Jean Marais, acteur français († 8 novembre 1998).

## Décès en 1913
- 21 avril : Alphonse Moutte, peintre français (° 4 mars 1840).